# Schifferstadt
Schifferstadt – miasto w zachodnich Niemczech, w kraju związkowym Nadrenia-Palatynat, w powiecie Rhein-Pfalz.

## Współpraca
Miejscowości partnerskie:
- Aichach, Bawaria
- Frederick, Stany Zjednoczone
- Löbejün – dzielnica Wettin-Löbejün, Saksonia-Anhalt